# Real Madrid Castilla 2012-2013
Questa voce raccoglie le informazioni riguardanti il Real Madrid Castilla nelle competizioni ufficiali della stagione 2012-2013.

## Maglie e sponsor
Lo sponsor tecnico per la stagione 2012-2013 è Adidas, mentre lo sponsor ufficiale è Bwin.
| Casa | Trasferta | Terza |

## Rosa[1]
| N. |                   | Ruolo | Calciatore                   |
| -- | ----------------- | ----- | ---------------------------- |
| 1  | Spagna (bandiera) | P     | Tomás Mejías                 |
| 2  | Spagna (bandiera) | C     | Juanfran                     |
| 3  | Spagna (bandiera) | D     | Jorge Casado                 |
| 5  | Spagna (bandiera) | D     | Iván González                |
| 6  | Spagna (bandiera) | D     | David Mateos                 |
| 7  | Spagna (bandiera) | C     | Lucas Vázquez                |
| 8  | Spagna (bandiera) | C     | Alejandro Fernández Iglesias |
| 10 | Spagna (bandiera) | A     | Jesé Rodríguez               |
| 11 | Spagna (bandiera) | C     | Pedro Mosquera               |
| 13 | Spagna (bandiera) | P     | Andrés Prieto Albert         |
| 14 | Spagna (bandiera) | A     | Jota Peleteiro               |
| 17 | Russia (bandiera) | C     | Denis Čeryšev                |

| N. |                               | Ruolo | Calciatore             |
| -- | ----------------------------- | ----- | ---------------------- |
| 19 | Spagna (bandiera)             | C     | Borja García           |
| 20 | Brasile (bandiera)            | D     | Fábio Henrique Tavares |
| 21 | Spagna (bandiera)             | A     | Óscar Plano            |
| 22 | Spagna (bandiera)             | C     | Quini Ruiz             |
| 23 | Spagna (bandiera)             | D     | José Antonio Ríos      |
| 26 | Spagna (bandiera)             | C     | José Rodríguez         |
| 27 | Spagna (bandiera)             | D     | Derik Osede            |
| 28 | Spagna (bandiera)             | A     | Raúl de Tomás          |
| 30 | Perù (bandiera)               | C     | Cristian Benavente     |
| 31 | Spagna (bandiera)             | P     | Fernando Pacheco       |
| 33 | Guinea Equatoriale (bandiera) | C     | Omar Mascarell         |
|    | Spagna (bandiera)             | C     | Antonio Martínez       |

## Calciomercato

### Sessione estiva(dall'1/7 al 31/8)
| Acquisti | Acquisti         | Acquisti       | Acquisti                         |
| R.       | Nome             | da             | Modalità                         |
| -------- | ---------------- | -------------- | -------------------------------- |
| D        | Iván González    | Malaga         | svincolato                       |
| D        | Fabinho          | Rio Ave        | prestito con diritto di riscatto |
| D        | David Mateos     | Real Saragozza | fine prestito                    |
| C        | Antonio Martínez | Mirandés       | fine prestito                    |
| C        | Borja García     | Córdoba        | definitivo                       |
| C        | Quini Ruiz       | Lucena         | definitivo                       |
| C        | Pedro Mosquera   | Getafe         | prestito con diritto di riscatto |
| C        | Jota Peleteiro   | Celta Vigo     | prestito con diritto di riscatto |
| A        | Javi Acuña       | Girona         | fine prestito                    |

| Cessioni | Cessioni        | Cessioni         | Cessioni      |
| R.       | Nome            | a                | Modalità      |
| -------- | --------------- | ---------------- | ------------- |
| P        | Isaac Becerra   | Girona           | svincolato    |
| D        | Daniel Carvajal | Bayer Leverkusen | definitivo    |
| D        | Pedro Mendes    | Sporting Lisbona | fine prestito |
| D        | Pablo Gil       | Sparta Praga     | svincolato    |
| C        | José Zamora     |                  | svincolato    |
| C        | Mandi           | Sporting Gijón   | svincolato    |
| C        | Víctor Merchán  | Espanyol         | svincolato    |
| A        | Javi Acuña      | Girona           | definitivo    |
| A        | Joselu          | Hoffenheim       | definitivo    |